# Maria Wern – Må döden sova
Maria Wern – Må döden sova är den andra spelfilmen om kriminalinspektören Maria Wern och är baserad på Anna Janssons roman Må döden sova från 2002.

## I rollerna
- Eva Röse – Maria Wern
- Allan Svensson – Tomas Hartman
- Peter Perski – Per Arvidsson
- Ulf Friberg – Jesper Ek
- Tanja Lorentzon – Erika
- Oscar Pettersson – Emil Wern
- Matilda Wännström – Linda Wern
- Lotta Thorell – Marianne Hartman
- Alexandra Chalupa – Adina Tamm
- Anna Ulrica Ericsson – Lena
- Gustaf Hammarsten – Erik
- Magnus Roosmann – Samuel Göte
- Göran Ragnerstam – Per Göte
- Simon Norrthon – Jan
- Cecilia Häll – sjuksköterska
- Mikael Alström – receptionist
- Roland Olsson – granne
- Johanna Wilson – Anja
- Malena Engström – Arvidssons storasyster